# راش آمریکایی
راش آمریکایی (نام علمی: Fagus grandifolia) نام یک گونه از سرده راش است.